# Martin Petrov
Martin Petyov Petrov (bolgár nyelven: Мартин Петьов Петров) ( Vraca, 1979. január 15.) bolgár válogatott labdarúgó.

## Pályafutása
Petrov pályafutását a bolgár Botev Vraca csapatánál kezdte. Hat szezon után a CSZKA Szofijához igazolt, majd két sikeres Servette elleni UEFA-kupa-mérkőzés után a svájci csapat igazolta le az akkor 19 éves játékost.
1999 júniusában kapta első meghívását a bolgár válogatottba egy Anglia elleni 2000-es Eb‑selejtezőre. Debütálása a válogatottban nem sikerült a legjobban: csupán nyolc perccel a csereként pályára lépése után megkapta második sárga lapját és kiállították.
A Svájcban eltöltött három év után a német VfL Wolfsburg játékosa lett, majd 2005 nyarán a spanyol Atlético Madrid igazolta le 10 millió euróért. 2007 nyarán több angol klubbal, mint a Tottenham Hotspur és a Manchester City is kapcsolatba hozták.

### Manchester City
Az angol élvonalbeli Manchester Cityhez 2007. július 26-án, 4,7 millió fontért írt alá 3 éves szerződést. Első mérkőzését Angliában 2007. augusztus 11-én játszotta a West Ham United ellen az Upton Parkban, és jelentős szerepe volt a City 2–0-s győzelmében. Első góljait 2007. szeptember 22-én szerezte a Fulham ellen a Craven Cottage-on.
Az Everton elleni mérkőzésen a Leon Osman elleni szabálytalansága miatt kiállították, ezután 3 mérkőzésre szóló eltiltást kapott.

## Statisztika

### Csapatokban
| Csapat          | Szezon  | Bajnokság | Bajnokság | Bajnokság  |
| Csapat          | Szezon  | Meccsek   | Gólok     | Gólpasszok |
| --------------- | ------- | --------- | --------- | ---------- |
| Botev Vraca     | 1989-97 | 18        | 4         |            |
| CSZKA Szofija   | 1997-98 | 19        | 3         |            |
| Servette        | 1998-99 | 12        | 2         |            |
| Servette        | 1999-00 | 31        | 9         |            |
| Servette        | 2000-01 | 18        | 9         |            |
| VfL Wolfsburg   | 2001-02 | 32        | 6         | 10         |
| VfL Wolfsburg   | 2002-03 | 26        | 2         | 4          |
| VfL Wolfsburg   | 2003-04 | 28        | 8         | 9          |
| VfL Wolfsburg   | 2004-05 | 30        | 12        | 14         |
| Atlético Madrid | 2005-06 | 36        | 1         | 8          |
| Atlético Madrid | 2006-07 | 9         | 2         | 2          |
| Manchester City | 2007-08 | 32        | 5         | 8          |

### Nemzetközi góljai
| # | Dátum                | Helyszín                | Ellenfél         | Gól | Állás | Eredmény | Kiírás               |
| - | -------------------- | ----------------------- | ---------------- | --- | ----- | -------- | -------------------- |
|   | 2000. november 14.   | Algír, Algéria          | Algéria          | 1   | 2–1   | Gy       | Barátságos           |
|   | 2001. március 28.    | Szófia, Bulgária        | Észak-Írország   | 2   | 4–3   | Gy       | 2002-es vb-selejtező |
|   | 2003. szeptember 6.  | Szófia, Bulgária        | Észtország       | 1   | 2–0   | Gy       | 2004-es Eb-selejtező |
|   | 2004. június 22.     | Guimarães, Portugália   | Olaszország      | 1   | 1–2   | V        | 2004-es Eb           |
|   | 2004. október 9.     | Zágráb, Horvátország    | Horvátország     | 1   | 2–2   | D        | 2006-os vb-selejtező |
|   | 2005. június 4.      | Szófia, Bulgária        | Horvátország     | 1   | 1–3   | V        | 2006-os vb-selejtező |
|   | 2005. augusztus 17.  | Szófia, Bulgária        | Törökország      | 1   | 3–1   | Gy       | Barátságos           |
|   | 2005. szeptember 7.  | Szófia, Bulgária        | Izland           | 1   | 3–2   | Gy       | 2006-os vb-selejtező |
|   | 2006. szeptember 2.  | Konstanca, Románia      | Románia          | 2   | 2–2   | D        | 2008-as Eb-selejtező |
|   | 2006. szeptember 6.  | Szófia, Bulgária        | Szlovénia        | 1   | 3–0   | Gy       | 2008-as Eb-selejtező |
|   | 2006. október 7.     | Szófia, Bulgária        | Hollandia        | 1   | 1–1   | D        | 2008-as Eb-selejtező |
|   | 2007. június 6.      | Szófia, Bulgária        | Fehéroroszország | 1   | 2–1   | Gy       | 2008-as Eb-selejtező |
|   | 2007. szeptember 12. | Szófia, Bulgária        | Luxemburg        | 1   | 3–0   | Gy       | 2008-as Eb-selejtező |
|   | 2008. február 6.     | Belfast, Észak-Írország | Észak-Írország   | 1   | 1–0   | Gy       | Barátságos           |